# Irving Fine
Irving Gifford Fine (3. december 1914 i Boston, Massachusetts, USA – 23. august 1962 i Natick, Massachusetts, USA) var en amerikansk komponist. 
Fine studerede på Harvard University under Walter Piston og senere i Paris
hos Nadia Boulanger. Han komponerede i neoklassisk og romantisk stil. Senere tilførte han serielle elementer til sin kompositionsteknik. Han har komponeret en symfoni, orkesterværker, og korværker såsom Alice in Wonderland (1942).
Han var nær ven med Leonard Bernstein, Igor Stravinsky og Aaron Copland. 

## Udvalgte værker
- Symfoni 1962 (1962) - for orkester
- "Alice i eventyrland" (1942) – for kor, (eller orkester) (1949)
- "Toccata Koncertante" - (1947) - for orkester
- "Blå tårne" (1959) - for orkester
- "Omlægninger" (1959–1960) - for orkester
- "New Yorker Koral" (1944) - for 4 stemmer og klaver
- "Timeglasset" (1949) (Sang cyklus) – for kor
- "Nattesang" – (1950-1951) - for strygeorkester og harpe
- Strygekvartet (1952)
- "Musik" (1947) - for klaver
- "Børne eventyr for voksne" (1954-1955) - for sang
- "Seriøs sang" (Klagesang) (1955) – for strygeorkester
- Sonate (1946) - for violin og klaver
- "Ændring" (1952) – for mezzosopran og klaver
- "Romance" (1958) – for blæserkvintet
- "Partita" (1948) – for træblæserkvintet